# Dörflas (Marktredwitz)

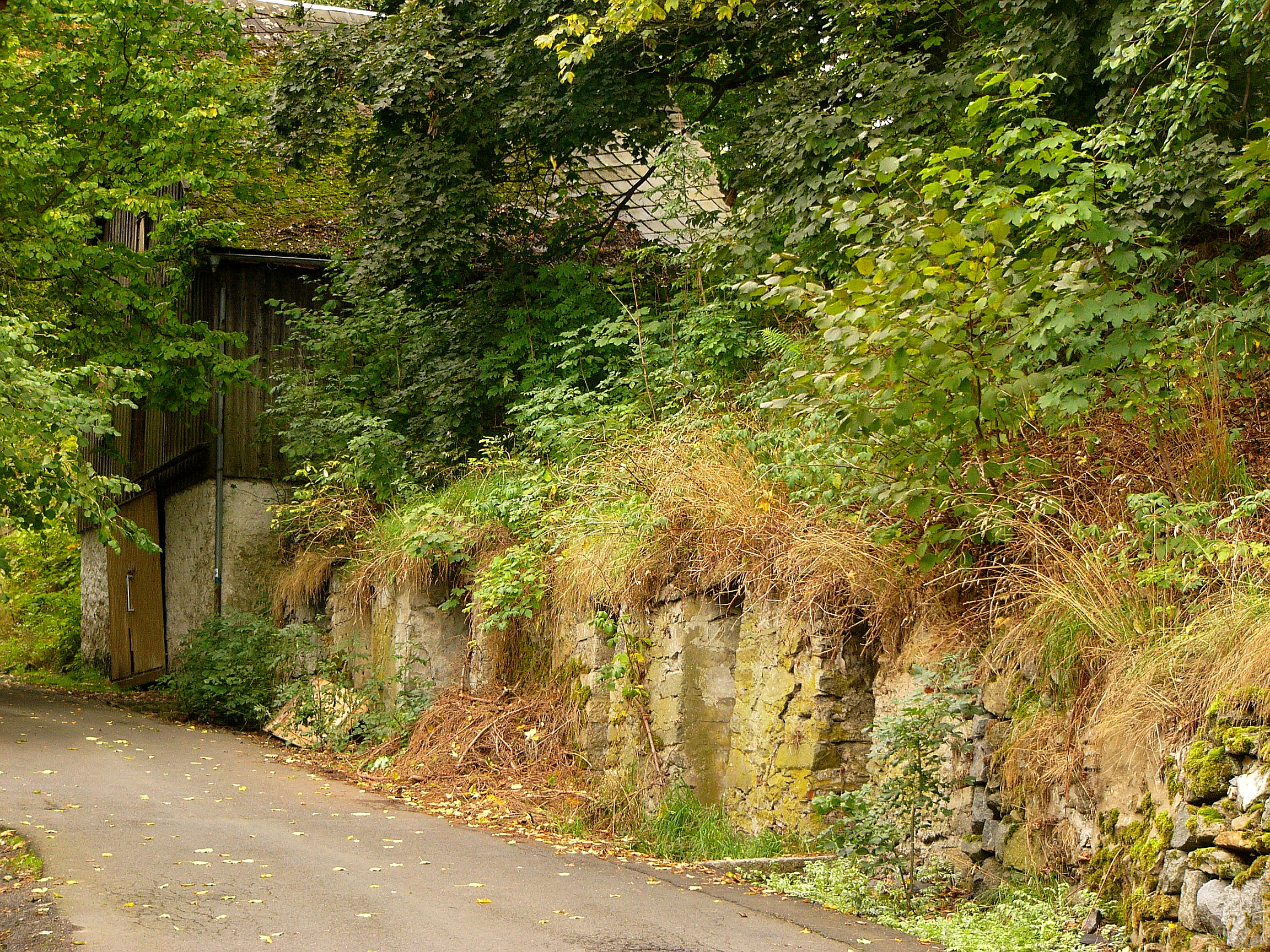
Hohe Gasse mit Felsenkeller

Dörflas ist ein Gemeindeteil der Großen Kreisstadt Marktredwitz (Oberfranken, Bayern).

## Lage
Der Stadtteil Dörflas liegt im Süden der Stadt Marktredwitz. Im Norden grenzt unmittelbar die Kernstadt von Marktredwitz an, sodass Dörflas relativ innerstädtisch gelegen ist. Zwischen der Kernstadt und Dörflas fließt die Kössein, durch den Stadtteil zieht sich die Bahnstrecke Weiden–Oberkotzau. Im Südosten befindet sich der 24-Örter-Stein, ein Berg mit Aussicht auf das Stadtgebiet.

## Geschichte

### Mittelalter
Dörflas entwickelte sich aus einer Freimannensiedlung an der Furt durch den Bach Kössein. Diese Siedlungen reichsfreier Straßenwächter schützten im 10. und 11. Jahrhundert die alten Reichs- und Handelsstraßen, bevor vom 12. Jahrhundert an Straßenburgen, wie z. B. in Redwitz, diese Aufgabe übernahmen.
Dörflas gehörte bis auf den Ruß-Hof, der dem Markt Redwitz unterstand, als egerisches Reichslehen dem Geschlecht der Ritter von Sparneck. Erste urkundliche Erwähnungen erfolgten erst 1296 und 1314. In der Zeit der Hussitenkriege beschwerten sich die Sparnecker, darunter Hans von Sparneck, 1427 beim Rat in Eger, dass die von Redwitz ihre Untertanen zum Ungehorsam verleitet hätten, so dass sie den geforderten Wagen für einen Kriegszug gegen die Hussiten nicht stellen könnten. Weitere Einblicke gewährt das markgräfliche Landbuch der Sechsämter von 1499. Dort sind 13 sparneckische Lehen und ein Gut des Marktes Redwitz aufgeführt. Die hohenzollerischen Burggrafen von Nürnberg und späteren Markgrafen von Brandenburg-Kulmbach-Bayreuth hatten seit dem Hochmittelalter die Hochgerichtsbarkeit und fürstliche Obrigkeit über Dörflas. Es war dem Amt Wunsiedel der Amtshauptmannschaft Wunsiedel zugeordnet.

### 16., 17. und 18. Jahrhundert
Aus späteren sparneckischen Lehensverzeichnissen geht hervor, dass 1545 22 Gebäude und 1598 schon 33 Gebäude (ohne den Redwitzer Ruß-Hof) in Dörflas existierten. Die überwiegende Zahl dieser Gebäude waren Häuslein, also kleine Häuser für Handwerker oder Tagelöhner. In Dörflas als ehemaliger Freimannensiedlung durften sich Handwerker ansiedeln. Zwei typische Zeilen dieser Handwerkerhäuser sind noch an der Ostseite der Bühlstraße und an der Südseite der Dörflaser Hauptstraße zu erkennen. Bis 1622 stieg die Zahl der Gebäude auf 58. Darunter waren die 1601 erbaute Wuttig-Mühle und die um 1617 erbaute Burgermühle. Außerdem wurde 1609 der Adelssitz der Sparnecker, Schloss Dörflas, ausgebaut und 1621 ein Brauhaus errichtet, das als erstes in dieser Gegend Weißbier herstellte und sich im 17. und 18. Jahrhundert zur größten Brauerei der Umgebung entwickelte. 1739 standen im Bereich der Sparnecker Lehen 81 Wohngebäude.
1744 starb das Geschlecht der Sparnecker aus und Kaiser Karl VII. Albrecht, ein Wittelsbacher, übertrug die sparneckischen Reichslehen an den Markgrafen Friedrich von Brandenburg-Bayreuth. Nach dem Aussterben der Bayreuther Linie der fränkischen Hohenzollern 1769 wurden die sparneckischen Reichs- und Stammlehen an den kaiserlichen Generalmajor von Reitzenstein (ab 1772 zu Reuth bei Erbendorf) verliehen. 1792 kam Dörflas nach dem Verzicht des Markgrafen Alexander auf seine Fürstentümer Ansbach und Bayreuth unter preußische Oberhoheit. Durch Austauschvertrag vom 30. Juni 1803 wurde Dörflas mit Wirkung zum 2. Oktober 1804 an Bayern abgetreten. Es bestand damals (nach einer Häuserliste von 1808) aus 84 Häusern und gehörte zum Landgerichtsbezirk Waldsassen. Nachdem 1810 die Fürstentümer Ansbach und Bayreuth und 1816 auch der österreichische Markt Redwitz an Bayern abgetreten worden waren, wurde Dörflas 1819 in den Landgerichtsbezirk Wunsiedel eingegliedert. Bis Mitte des 19. Jahrhunderts stieg die Zahl der Häuser auf über 100.

### 19. und 20. Jahrhundert
Nach dem Gewerbekataster der Gemeinde Dörflas aus dem Jahre 1858 waren 118 Gewerbe angemeldet, davon 57 (Haus-) Weber, 1 Zeugmacher, 2 Färber, 1 Strumpfwirker, 3 Schneider, 2 Schreiner, 1 Wagner, 1 Büttner, 2 Töpfer, 6 Rotgerber, 8 Schuhmacher, 1 Flachshändler, 2 Schnittwarenhändler, 2 Spezereihändler, 1 Gemüsehändler, 1 Pfeifenschneider, 1 Lumpensammler, 1 Landkrämer, 2 Müller, 1 Mehlhändler, 1 Frachtfuhrmann, 2 Hufschmiede, 1 Nagelschmied, 2 Gastwirte, 8 Metzger, 3 Bäcker, 1 Essigfabrikant, 1 Brauerei und 3 Baumwollwaren-Fabrikanten (Verlagsunternehmen).
Ende des 19. Jahrhunderts begann in Dörflas die Zeit der industriellen Textilproduktion. Die Firma Benker entwickelte sich aus einem der 3 Verlagsunternehmen zu einer der größten Textilfabriken der Gegend mit über 1000 Beschäftigten.
Auch der Bau der Eisenbahn um 1880 brachte für Dörflas einen Aufschwung. Neue Häuser entstanden entlang der Friedenfelser Straße, vereinzelt auch am Mühlberg und beim Kupferhammer.
Bereits Ende der 1930er Jahre baute die Nachbarstadt Marktredwitz eine erste kleine Siedlung am Frauenholz.
Am 1. April 1939 wurde Dörflas in die Stadt Marktredwitz eingemeindet.
Nach dem Zweiten Weltkrieg entstand für die Heimatvertriebenen eine große Siedlung am Frauenholz. In den 1950er und 1960er Jahren wurden die freien Flächen am Kupferhammer, später auch die freien Flächen am Mühlberg bebaut. In den 70er und 80er Jahren entstanden die Baugebiete am Kaiserstein und Anfang des 21. Jahrhunderts das Baugebiet auf dem Bühl.

### 21. Jahrhundert
Für die Landesgartenschau 2006 wurde eine alte Industriebrache zum Gartenschaugelände umgewandelt. Daraus ist der Auenpark entstanden.
Das Benker-Areal, benannt nach der ehemaligen Textilfabrik, grenzt unmittelbar an den Auenpark und war zur Zeit der Landesgartenschau noch mit Industrieanlagen bebaut. Diese wurden abgerissen, da bis 2023 auf dem kompletten Areal einschließlich der Parkplätze der Landesgartenschau ein neues innerstädtisches Stadtviertel mit Wohnungen, Büros und einem Hotel entstehen soll.

## Kultur und Sehenswürdigkeiten

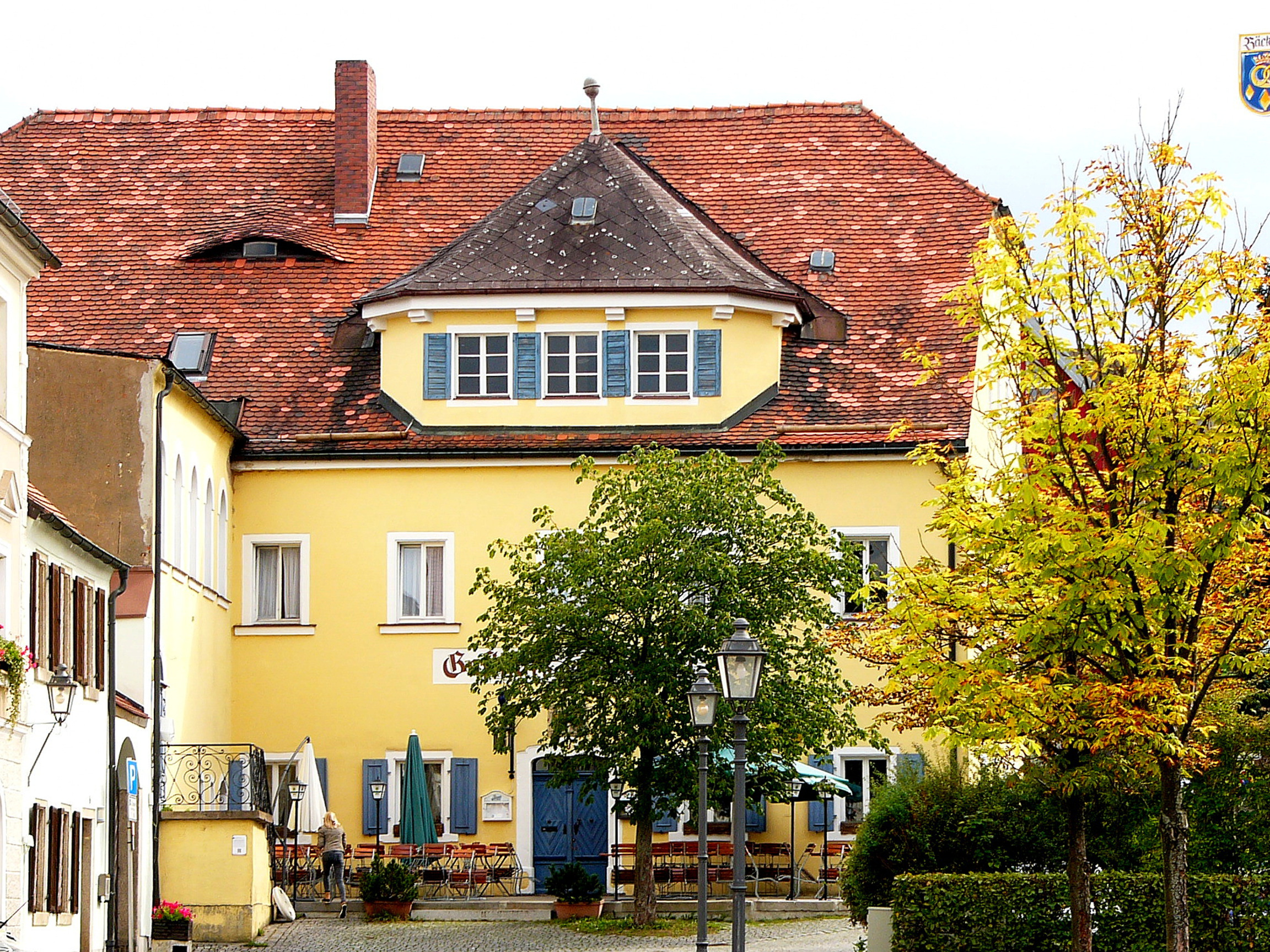
Schloss Dörflas

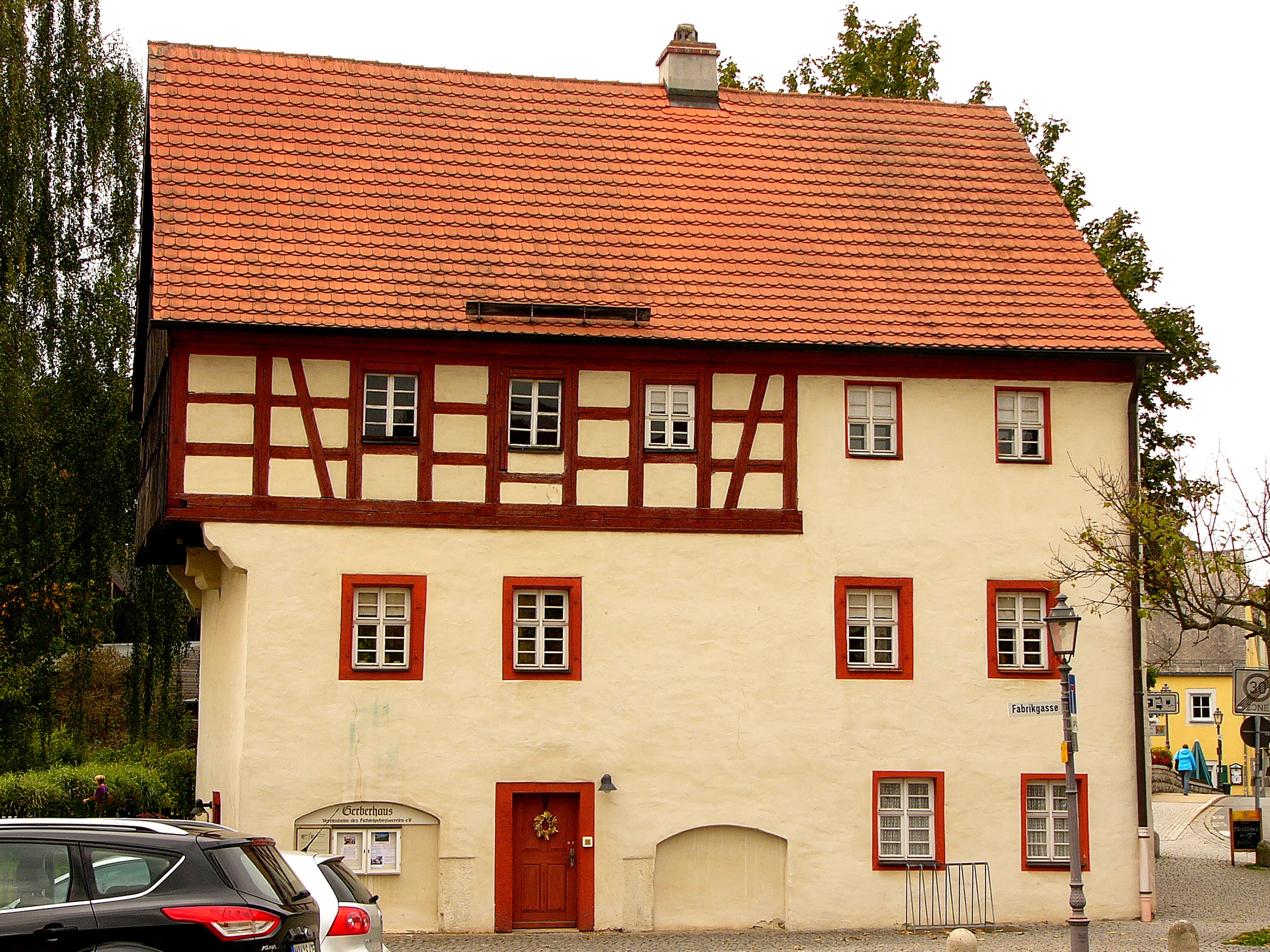
Gerberhaus Dörflas

Eine Sehenswürdigkeit des Stadtteils ist das 1569 erbaute Dörflaser Schloss. Das heute als Gaststätte genutzte Gebäude befindet sich an der Südseite des Zipprothplatzes, am Marktplatz des Stadtteils. Es beherbergt eine Sammlung von Brauereigegenständen und Büttnerwerkzeugen sowie im Festsaal eine Jagdtrophäen-Sammlung.
Das Gerberhaus wurde 1780 erbaut, seitdem über die Jahrhunderte saniert, und ist heute das Vereinsheim des Fichtelgebirgsvereins.
Die Dörflaser Turnhalle wird  für sportliche Aktivitäten und auch als Veranstaltungssaal genutzt, beispielsweise für Faschingssitzungen. 2020 wurden Pläne bekannt, dass die Turnhalle abgerissen werden soll.

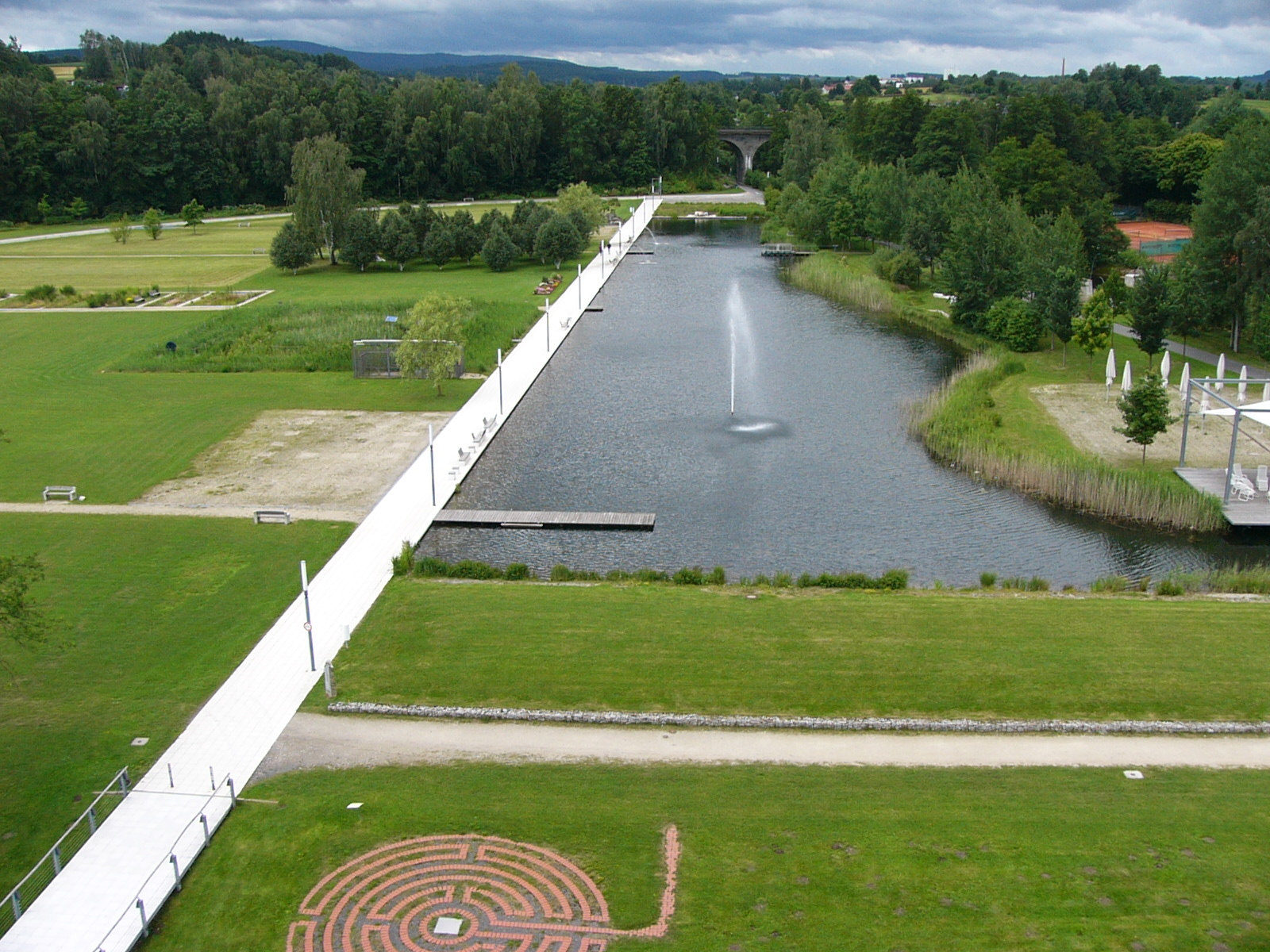
Auenpark in Marktredwitz (2012)

Der Auenpark ist der größte Park in Marktredwitz. Angelegt wurde er im Zuge der Landesgartenschau 2006. Im Park befinden sich der Auensee, ein Veranstaltungsgelände mit schwimmender Bühne, ein Schilfgarten und ein Steingarten.  Auf einem hohen alten Industriegebäude wurde die Überschau-Bar, ein Aussichtspunkt eingerichtet, von dem man den Park, die Stadt und Teile des Umlands überblicken kann.
In Dörflas gibt es trotz der Nähe zur Marktredwitzer Innenstadt eigene Traditionen. Auf dem Zipprothplatz werden ein eigener Maibaum und ein Weihnachtsbaum aufgestellt.

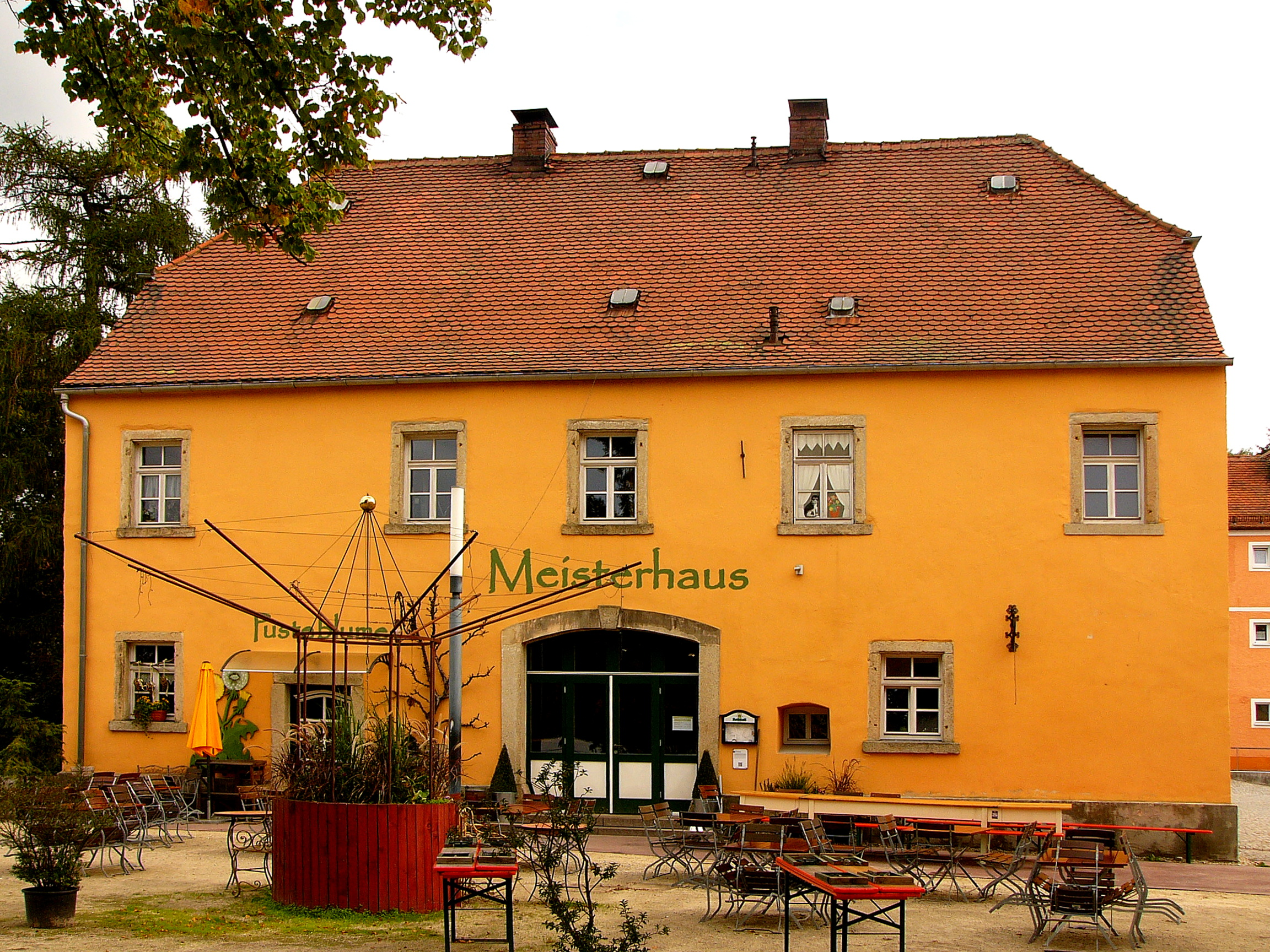
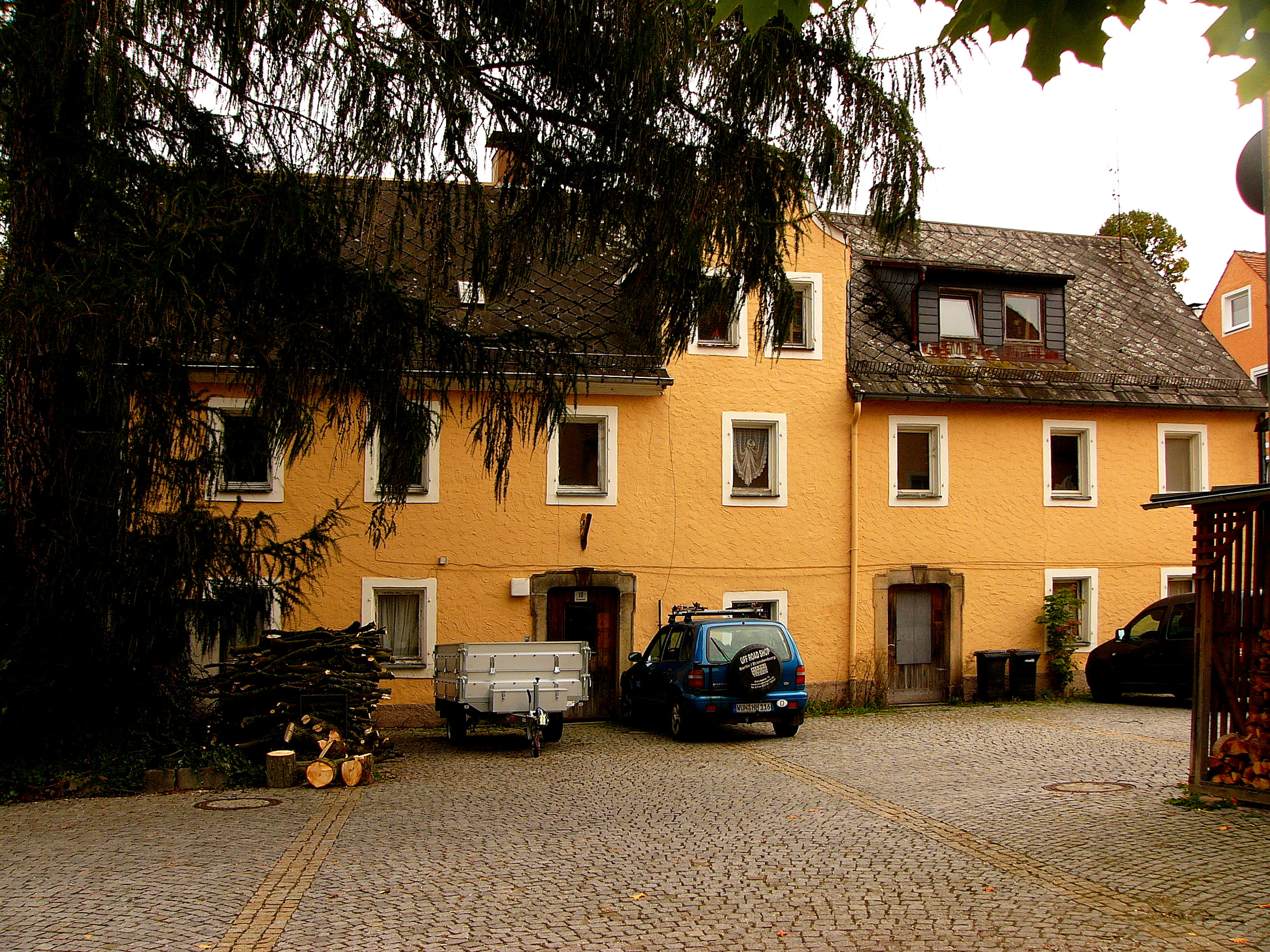
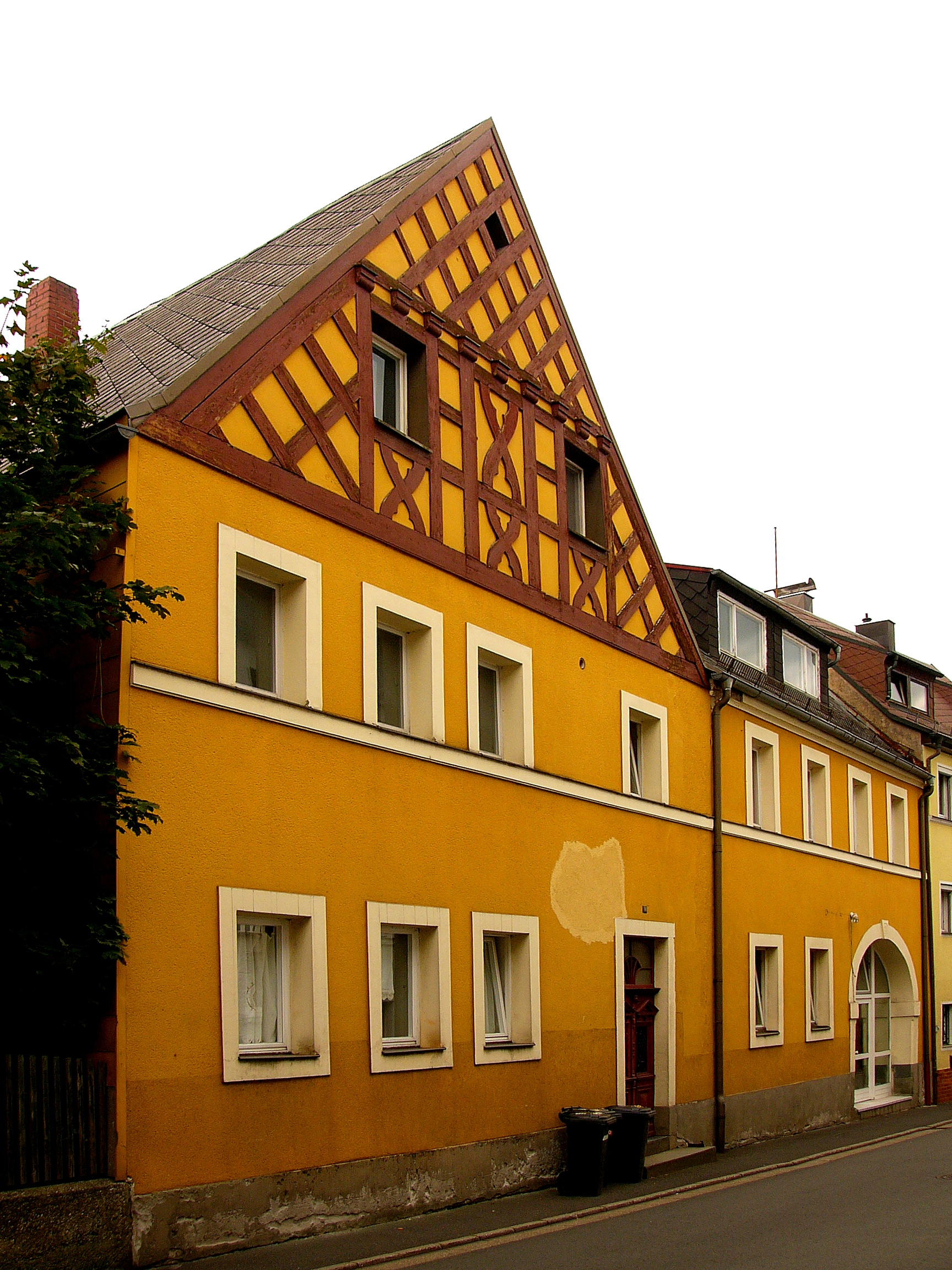
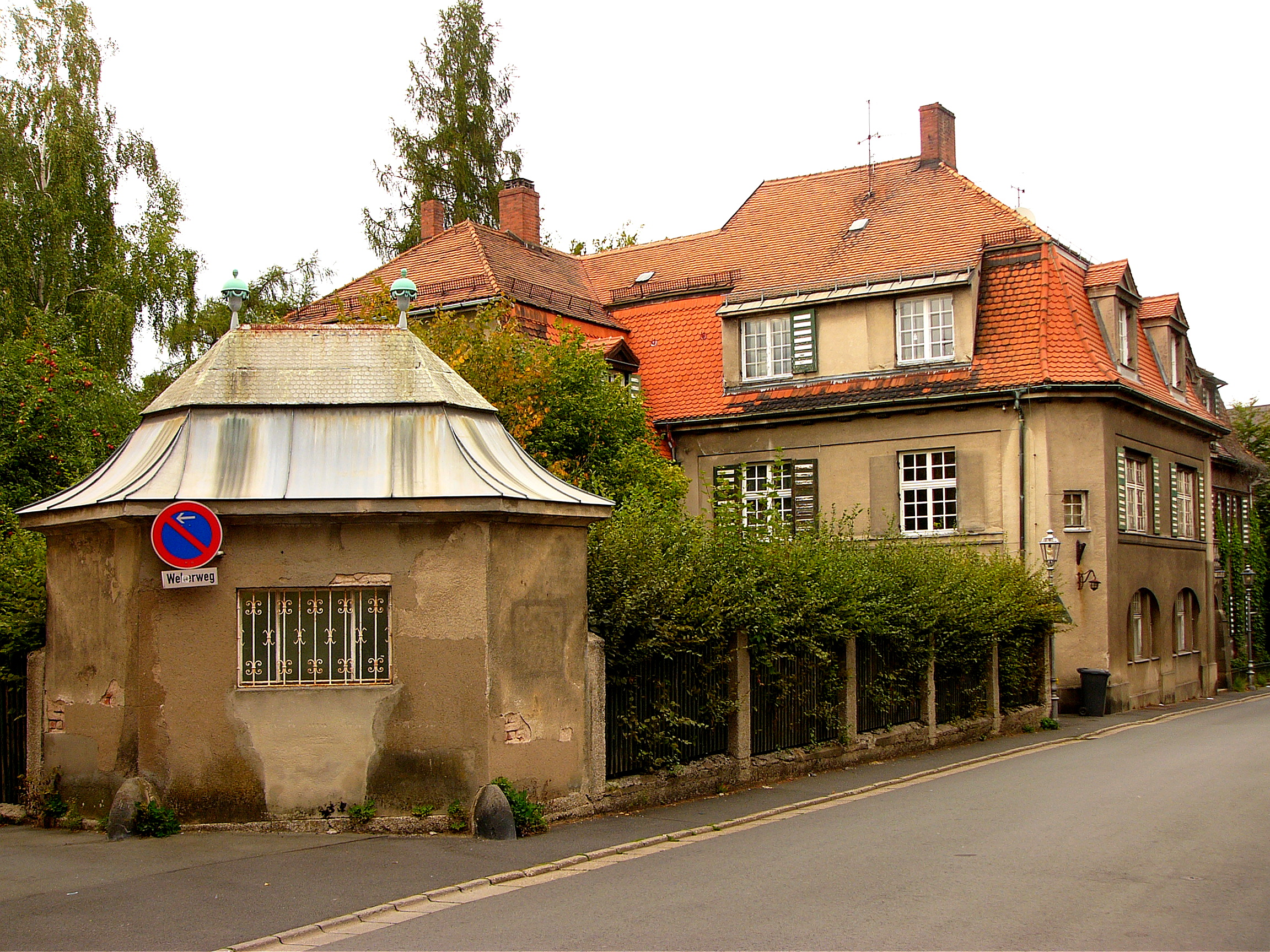